# بیلاوا
بیلاوا (به لهستانی:  Bielawa) یک منطقهٔ مسکونی در لهستان است که در شهرستان جرژونگوف واقع شده‌است. بیلاوا ۳۶٫۲۱ کیلومتر مربع مساحت و ۳۱٬۹۸۸ نفر جمعیت دارد.